# Prosevania brevithorax
Prosevania brevithorax är en stekelart som först beskrevs av Jean-Jacques Kieffer 1916.  Prosevania brevithorax ingår i släktet Prosevania och familjen hungersteklar. Inga underarter finns listade i Catalogue of Life.